# Marixa Osés Ruiz de Azúa
Marixa Osés Ruiz de Azúa (Vitoria-Gasteiz, 25 de janeiro de 1969) é uma actriz, directora, roteirista de cinema e televisão e escritora basca.

## Obras

### Livros
- Los informes íntimos de una espía (Círculo Vermelho, 2015).[1]

### Cinema e televisão
- 2011: Robert Llimós. Locura y/o lucidez (documental) – guião
- 2011: Una historia común de una familia cualquiera (longa-metragem) – guião
- 2010: Ya le llamaremos (curta-metragem) – guião, direção e produção.[2]
- 2010: Las vecinas (curta-metragem) – guião
- 2010: Ni 15 putos días en agosto (curta-metragem) – guião
- 2009: Ten o’clock (curta-metragem produzida pelo museu Olímpico y Base court de Lausanne) – guião, câmara e direção.[3]
- 2009: El paraguas (curta-metragem) – guião
- 2009: Si te miro al alma, te reconozco (curta-metragem) – guião
- 2009: El mundo en tus calles (concurso televisivo) – guião
- 2008: En el umbral (curta-metragem) – guião, direção e produção.[4]
- 2008: El final es el fin (curta-metragem) – guião, realização e produção.[5]
- 2008: La verja (documental) – guião
- 2007: Eternas (curta-metragem) – guião, interpretação e produção
- 2007: Doña Quijota y falta Sancha (curta-metragem) – guião.

### Teatro
- 2014: “Un cabaret perverso”
- 2002: “Solamente, sola”

## Prémios e reconhecimentos
- 2002 primeiro prémio no certame de teatro Gauekoak, com o espectáculo “Solamente, sola”.